# 1371 w polityce

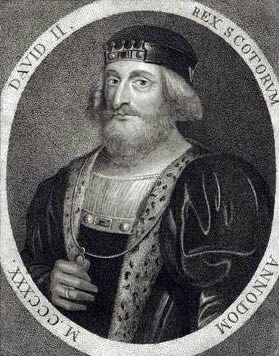
Dawid II Bruce

Wydarzenia polityczne w 1371 roku.

## Zmarli
- 22 lutego Dawid II Bruce, król Szkocji[1][2].